# Alexander Löbe
Alexander Löbe (* 13. November 1972 in Jena) ist ein ehemaliger deutscher Fußballspieler. Er spielte auf der Position des Stürmers.

## Karriere
Alexander Löbe begann seine Karriere im Alter von 17 Jahren beim Halleschen FC. Der HFC war eine der sechs Mannschaften, die nach der Deutschen Wiedervereinigung aus der ehemaligen DDR-Oberliga in die 2. Bundesliga eingegliedert wurden. Als Tabellenvierter der letzten DDR-Oberliga-Saison, mit sieben Einsätzen Löbes, qualifizierte man sich zudem für den UEFA-Cup. Löbe kam auch in den beiden UEFA-Cup Spielen gegen Torpedo Moskau (2:1, 0:3) zum Einsatz.
Löbe wechselte daraufhin zur SpVgg Unterhaching, die in die 2. Bundesliga aufgestiegen war, es folgte jedoch der sofortige Wiederabstieg. Trotzdem wechselte Löbe, nach persönlich erfolgreicher Saison, in die Bundesliga zur SG Wattenscheid 09. Auch hier musste er einen weiteren Abstieg nach bereits einer Saison miterleben. Noch während der Winterpause der darauf folgenden Spielzeit, wechselte er erneut, vom Zweitligisten Wattenscheid zum MSV Duisburg, der zu dieser Zeit bereits auf einem Abstiegsplatz in der Bundesliga stand. Daran änderte sich auch bis Saisonende nichts mehr. Löbe blieb seinem Verein treu und wurde in der Spielzeit 1995/96 mit dem sofortigen Wiederaufstieg in die Bundesliga belohnt. Bis November der folgenden Saison absolvierte Löbe vier Spiele für Duisburg und wechselte dann zum VfB Lübeck, der am Ende auf Platz 16 der 2. Bundesliga stand und abstieg. Danach spielte er eineinhalb Jahre für den FC Gütersloh und wechselte kurz vor dessen Insolvenz in der Winterpause der Saison 1998/99 nach Österreich. Der SK Vorwärts Steyr, seiner ersten Station außerhalb Deutschlands, meldete noch während der Saison Insolvenz an und beendete die Saison als Letzter der Bundesliga.
Es folgten drei Profijahre in der Türkei, nicht weniger turbulent als in Deutschland. Erste Station war 1999/2000 Erzurumspor, bei denen Löbe sehr erfolgreich in der höchsten türkischen Liga Süper Lig spielte. Nach dem dritten Spieltag der folgenden Saison 2000/01 wurde Löbe, der bis dahin schon fünf Treffer erzielt hatte, vom Großklub Trabzonspor aus seinem Vertrag gekauft. Erzurumspor konnte den Verlust seines erfolgreichsten Torschützen nicht kompensieren und stieg letztendlich ab. Mit Trabzonspor stand Löbe während der Hinrunde erstmals seit sieben Jahren an der Tabellenspitze, und er zwischenzeitlich mit neun Toren an zweiter Stelle der türkischen Torjägerliste. Die völlig überraschende Abwahl des mächtigen Präsidenten Mehmet Ali Yilmaz am Jahresende und der darauf folgende Rücktritt von Trainer Giray Bulak stürzten den Verein jedoch in eine tiefe Krise, nahezu alle Spieler erhielten die Freigabe und am Saisonende brach die Mannschaft völlig auseinander. Löbe wechselte zusammen mit fünf weiteren Trabzonspor-Spielern zum Erstliga-Aufsteiger Malatyaspor, der mit drei Trainern, bereits an den ersten sechs Spieltagen, die Winterpause mit zwölf Punkten Rückstand auf die Nichtabstiegsränge verbrachte. Mit der zweitbesten Rüchrundenbilanz gelang jedoch der Klassenerhalt am vorletzten Spieltag.
Löbe kehrte nach Deutschland, zur SG Wattenscheid 09 zurück, die in der Regionalliga Nord spielte. Zwischen 2002 und 2004 schoss Löbe in 61 Spielen 36 Tore, avancierte damit zu einem der besten Regionalliga-Torjäger und konnte dennoch nicht verhindern, dass die Mannschaft am Ende den Gang in die Oberliga Westfalen antreten musste. Zur Saison 2004/05 wechselte er zum Ligakonkurrenten SC Paderborn 07 und führte den Verein als Kapitän zum Aufstieg in die 2. Bundesliga, an dem er mit 17 Toren in 34 Spielen maßgeblich beteiligt war. Löbe blieb aber nicht in Paderborn, sondern folgte 2005 dem Drei-Jahres-Angebot von Rot-Weiss Essen, mit dem er 2006 ebenfalls aus der Regionalliga-Nord in die 2. Bundesliga aufstieg. Am Ende der Saison 2006/07 stieg Essen mit Kapitän Alexander Löbe in einem Herzschlagfinale am letzten Spieltag aber wieder ab.
Nachdem er seine Profi-Karriere eigentlich schon beenden und bei der SpVgg. Radevormwald (Verbandsliga) ausklingen lassen wollte, folgte Alexander Löbe Anfang August 2007 noch einmal dem Ruf seines Ex-Vereins SC Paderborn 07 in die 2. Bundesliga. Zu Beginn der Rückrunde gelangen ihm im Spiel gegen den SC Freiburg alle drei Tore beim zweiten Saisonsieg (3:2), und im weiteren Saisonverlauf avancierte er mit insgesamt sieben Treffern zu einem der erfolgreichsten Torschützen der Rückrunde der 2. Bundesliga und zum besten Torjäger des SC Paderborn 2007/08. Trotzdem stieg der Verein in die 3. Liga ab. Nach dieser Saison beendete er seine Karriere.
In Deutschland absolvierte er insgesamt 43 Bundesligaspiele (5 Tore), 148 Zweitligaspiele (32 Tore) und 113 Regionalligaspiele (59 Tore). (Stand: 25. April 2008)
Alexander Löbe ist der Spieler mit den meisten Abstiegen aus der 2. Bundesliga (mit Halle, Unterhaching, Lübeck, Gütersloh, RW Essen, Paderborn). (Stand: Sommer 2024)